# 国見町
国見町（くにみまち）は、福島県中通り北部に位置し、伊達郡に属する町。

## 地理
町の西端付近は半田山や馬頭山があり、そこから連続する山地が、宮城県との県境にもなっている町の北端に沿って続き、小坂峠など宮城県に向かう峠がいくつかある。町の南には阿武隈川が流れ、役場や各種交通機関が集中する町の中心部は、隣接する桑折町との境界と比較的近い。
- 山:半田山、馬頭山、厚樫山
- 河川:阿武隈川

### 人口
| 国見町（に相当する地域）の人口の推移 \| 1970年（昭和45年） \| 12,093人 \| \| \| 1975年（昭和50年） \| 11,928人 \| \| \| 1980年（昭和55年） \| 12,050人 \| \| \| 1985年（昭和60年） \| 12,010人 \| \| \| 1990年（平成2年） \| 11,888人 \| \| \| 1995年（平成7年） \| 11,736人 \| \| \| 2000年（平成12年） \| 11,198人 \| \| \| 2005年（平成17年） \| 10,692人 \| \| \| 2010年（平成22年） \| 10,086人 \| \| \| 2015年（平成27年） \| 9,512人 \| \| \| 2020年（令和2年） \| 8,639人 \| \| |          |  |
| 総務省統計局 国勢調査より |          |  |
| 1970年（昭和45年） | 12,093人 |  |
| 1975年（昭和50年） | 11,928人 |  |
| 1980年（昭和55年） | 12,050人 |  |
| 1985年（昭和60年） | 12,010人 |  |
| 1990年（平成2年） | 11,888人 |  |
| 1995年（平成7年） | 11,736人 |  |
| 2000年（平成12年） | 11,198人 |  |
| 2005年（平成17年） | 10,692人 |  |
| 2010年（平成22年） | 10,086人 |  |
| 2015年（平成27年） | 9,512人  |  |
| 2020年（令和2年） | 8,639人  |  |

## 歴史
- 1954年（昭和29年）3月31日 - 伊達郡藤田町・小坂村・森江野村・大木戸村・大枝村が新設合併し、国見町が発足。
- 1954年（昭和29年）4月15日 - 東大枝地区を梁川町（現・伊達市）に編入。
- 2011年（平成23年）3月11日 - 東日本大震災が発生。国見町で震度6強を観測。旧国見町役場庁舎が被災[2]。
- 2015年（平成28年）5月9日 -新庁舎が完成し、落成式を実施[2]。

## 行政
- 町長：村上利通
- 町議会議長：東海林一樹

## 姉妹都市・提携都市
交流自治体として、町名が「国見町」であった以下の町と提携。市町村合併により自治体としての国見町は消滅しているが、合併後も交流が続いている。
- 長崎県雲仙市 - 旧・南高来郡国見町
- 大分県国東市 - 旧・東国東郡国見町
- 岐阜県池田町 - 東日本大震災の支援をきっかけに、2015年8月21日より友好交流開始[3]。

## 郵便
- 国見郵便局（集配局）
- 岩代小坂簡易郵便局

## 健康
- 公立藤田総合病院

## 教育

### 小学校
- 国見町立国見小学校

### 中学校
- 国見町立県北中学校

## 交通

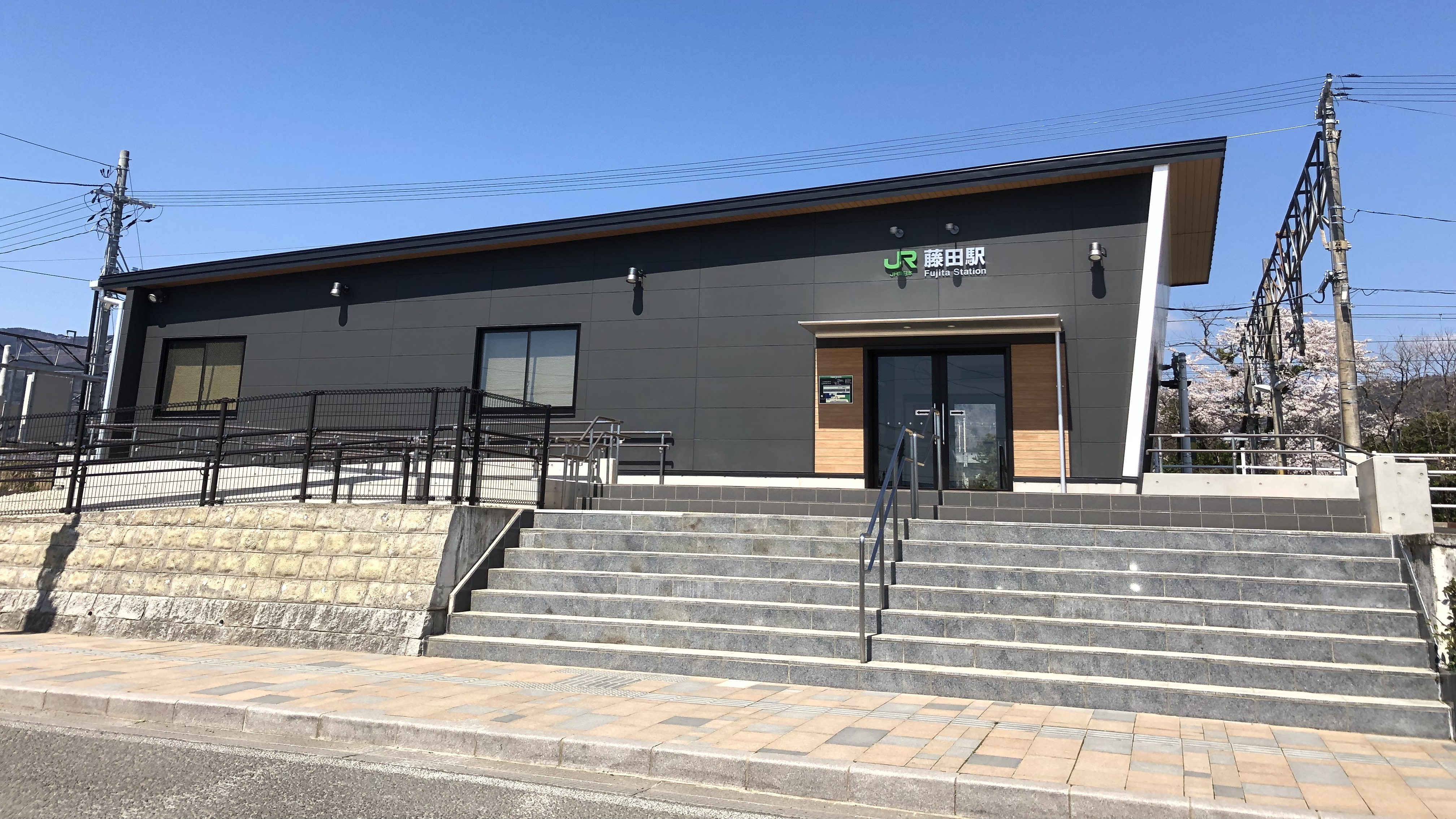
藤田駅

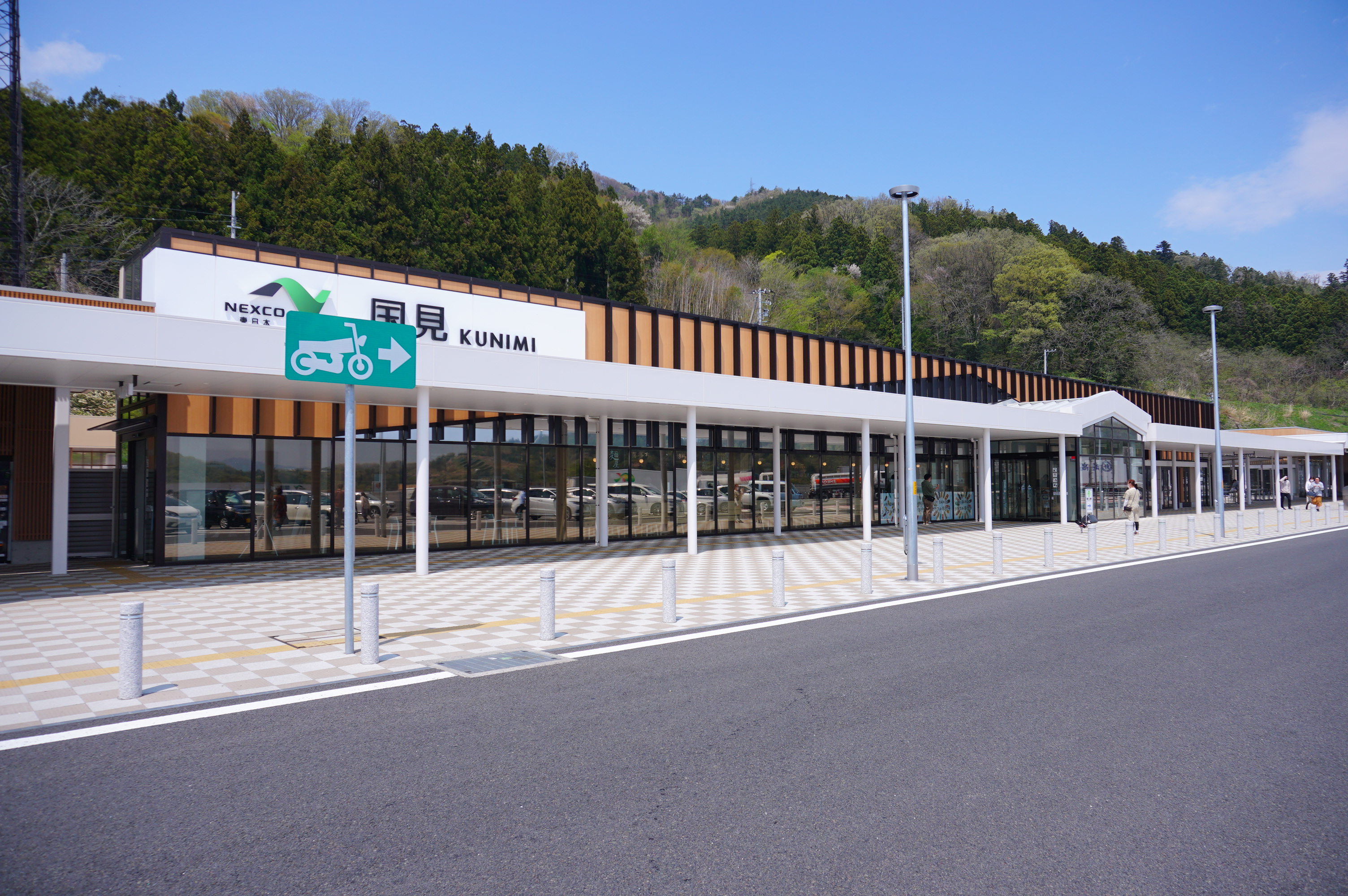
国見SA（下り線）

国見峠のある国見町は、東北自動車道、国道4号、東北本線などの主要幹線が通過する線上にあるので、交通の便が良い。

### 鉄道路線
東日本旅客鉄道（JR東日本）
- 東北本線：藤田駅 - 貝田駅

### 路線バス
- 福島交通福島支社

### 道路
- 高速道路
  - E4東北自動車道：(23) 国見IC、国見SA
- 一般国道
  - 国道4号
- 主要地方道
  - 福島県道31号浪江国見線
  - 宮城県道・福島県道46号白石国見線
- 一般県道
  - 宮城県道・福島県道107号赤井畑国見線
  - 福島県道320号五十沢国見線
  - 福島県道321号大枝貝田線
  - 福島県道353号国見福島線
- 道の駅
  - 道の駅国見 あつかしの郷

## 文化財・博物館など
- 国見町観月台文化センター
- 阿津賀志山防塁（国の史跡）[4]。阿津賀志山の戦いで知られる。
- 石母田供養石塔（国の史跡）
- 石母田城跡（国見町史跡）
- 奥山家住宅（登録有形文化財）

## 出身者
- 富塚三夫 - 元日本労働組合総評議会（総評）事務局長、元衆議院議員
- 樋口康二郎 - 東北電力会長・元社長
- 阿部重典 - フリーアナウンサー、元LuckyFM茨城放送社長・アナウンサー